# NGC 1003

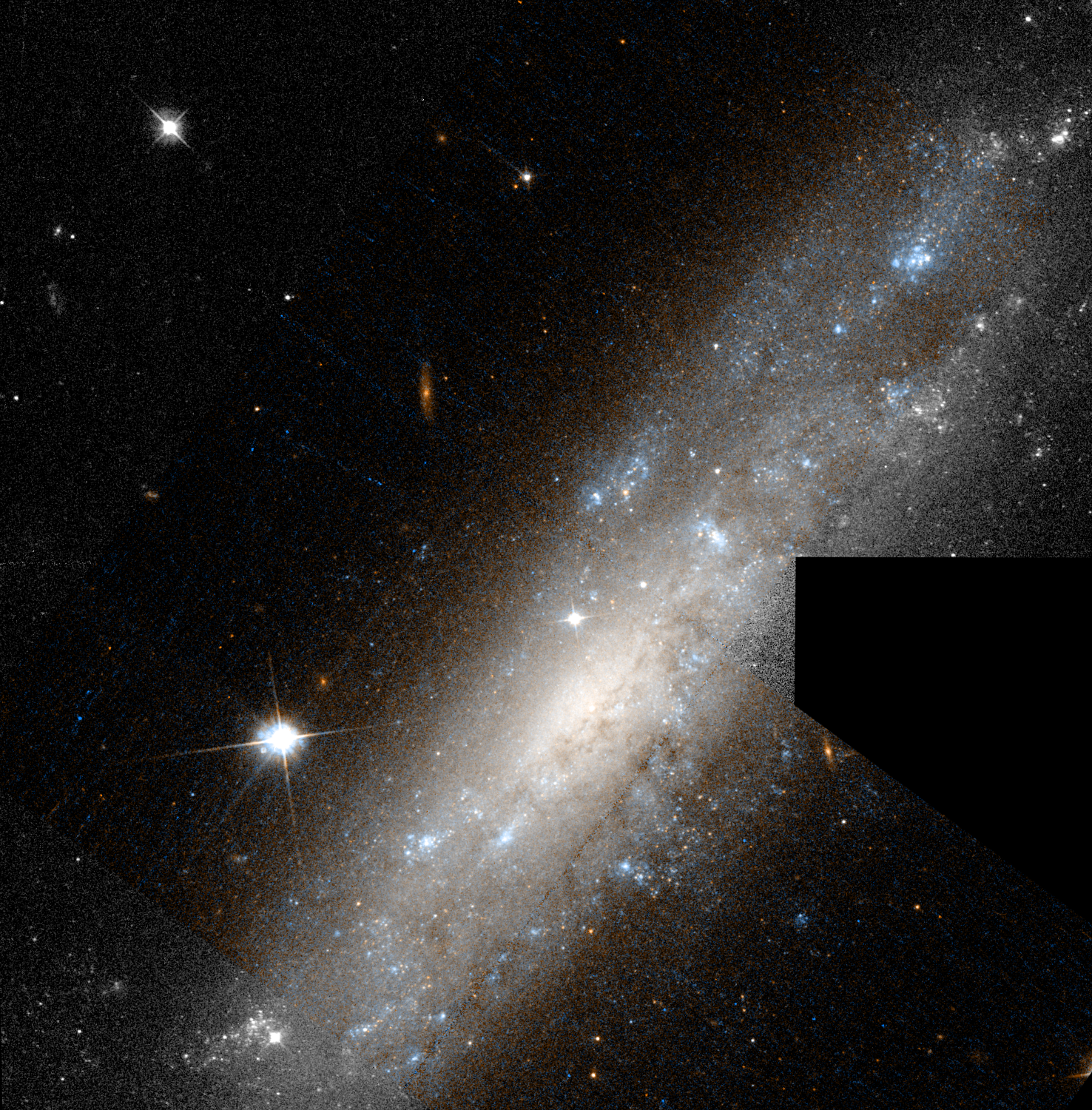
NGC 1003 par le télescope spatial Hubble.

NGC 1003 est une galaxie spirale située dans la constellation de Persée. NGC 1003 a été découverte par l'astronome germano-britannique William Herschel en 1784.

## Caractéristiques
La classe de luminosité de NGC 1003 est III-IV et elle présente une large raie HI.

### Distance
Sa vitesse par rapport au fond diffus cosmologique est de 422 ± 14 km/s, ce qui correspond à une distance de Hubble de 6,23 ± 0,48 Mpc (∼20,3 millions d'al).
À ce jour, 27 mesures non basées sur le décalage vers le rouge (redshift) donnent une distance de 9,486 ± 2,230 Mpc (∼30,9 millions d'al), ce qui est à l'extérieur des valeurs de la distance de Hubble. Étant donné la proximité de cette galaxie avec le Groupe local, cette valeur est peut-être plus près de la distance réelle de NGC 1003.

### Morphologie
NGC 1003 a été utilisée par Gérard de Vaucouleurs comme une galaxie de type morphologique SAB(s:)d dans son atlas des galaxies,.

## Supernova
La supernova SN 1937D a été découverte dans NGC 1003 le 9 septembre 1937 par l'astrophysicien américano-suisse Fritz Zwicky. Cette supernova était de type Ia.

## Groupe de NGC 1023
NGC 1003 fait partie du groupe de NGC 1023 situé dans le superamas de la Vierge qui est aussi appelé Superamas local. Ce groupe comprend entre autres les galaxies NGC 891, NGC 925, NGC 949, NGC 959, NGC 1023, NGC 1058 et IC 239.